# 普通高等学校
普通高等学校（ふつうこうとうがっこう）は、中華人民共和国において、政府の規定するところに基づく設置基準によって設けられ、普通高等学校招生全国統一考試を通して、高級中学（日本の高等学校相当）卒業生を対象として入学させて、高等教育を実施する全日制の大学、独立学院や専科学校、高等職業学校、その他の機関の総称。
中国では高等教育機関を総称して高等学校と呼び、日本の大学に相当するものと説明されるため、普通高等学校も日本語では「普通大学」と意訳されることがある。

## 中国の高等教育における位置付け
中国の高等教育は、その目的や形態によって普通高等教育、成人高等教育、軍事高等教育の三者に分類される。そのうち普通高等教育を担う機関の中には、大学、独立設置の学院が行なう本科以上の教育、高等専科学校、高等職業学校が行なう専科以上の教育、その他の機関で国家普通招生計画の任務から外れている少数の機関が含まれる。また、普通高等学校の分校や、開校前であっても設置許可の下りている普通高等学校をも包括する。
普通高等学校の在学者は2000年代に急増し、2002年の903.4万人から、2007年には1,884.9万人にまでなった。
2020年6月時点で中華人民共和国教育部のサイトに掲出されている統計によれば、普通高等学校の合計数は、2,263校であり、そのうち総合大学が 533校で、「院校」と総称されるその他の単科大学的存在を専門分野別に見ると、最も多いのは理工院校の 801校であり、また大学、院校を通して民弁高等学校は 638校を占めている。